# 마리안 알리우차
마리안 알리우차(루마니아어: Marian Aliuță, 1978년 2월 3일 ~ )는 루마니아의 은퇴한 축구 선수로, 포지션은 미드필더였다.
K리그 2005 시즌 전남 드래곤즈에서 영입한 적이 있으나, 한 경기도 출장하지 못하고 팀을 떠났다. 당시 등록명은 알리였다.